# Stazione di Torrazza Piemonte
La stazione di Torrazza Piemonte è una fermata ferroviaria della linea Torino-Milano al servizio dell'omonimo comune.

## Storia
Realizzato come stazione e dotato in origine di 3 binari, l'impianto risulta attivato dal 20 ottobre 1856, in concomitanza all'attivazione del tronco Torino-Novara.
A seguito della statizzazione delle ferrovie, tra il 1905 e il 1906, la linea venne incorporata nella rete statale e l'esercizio degli impianti fu assunto dalle Ferrovie dello Stato.
Fino al 1947 era denominata "Torrazza di Verolengo".
Dal 2001 la gestione dell'intera linea, e con essa quella della fermata di Torrazza Piemonte, passò in carico a Rete Ferroviaria Italiana la quale ai fini commerciali classifica l'impianto nella categoria "Bronze".

## Strutture ed impianti
La fermata è dotata soltanto dei 2 binari di corsa della linea ferroviaria, il cui utilizzo è basato sul senso di marcia dei treni, in vigore sulla ferrovia. Sul primo binario circolano i treni in senso di marcia verso Milano e sul secondo quelli verso Torino. Era presente un terzo binario per le precedenze.
Il fabbricato viaggiatori della stazione si dispone su due piani.

## Movimento
La fermata è servita da treni regionali della tratta Novara-Ivrea svolti da Trenitalia nell'ambito del contratto di servizio stipulato con la Regione Piemonte.